# 因弗鲁里
因弗鲁里（英语：Inverurie；苏格兰盖尔语：Inbhir Uraidh 或 Inbhir Uaraidh），是英国苏格兰阿伯丁郡的一个城镇，位于阿伯丁郡东部，阿伯丁西北26公里。总人口10885（2001年）。

## 友好城市
- 法國 巴涅尔德比戈尔